# HIP 104045
HIP 104045, o HD 200633, è una stella nana gialla simile al Sole di magnitudine 8,3, distante 179 anni luce dal sistema solare e situata nella costellazione dell'Aquario. Con il metodo della velocità radiale nel 2023 sono stati scoperti orbitare attorno a essa due esopianeti giganti gassosi.

## Caratteristiche
Con un'età di 4,5 miliardi di anni, una massa e un raggio rispettivamente del 3% e del 5% superiori a quelli della nostra stella, HIP 104045 è considerata una stella gemella del Sole, solamente la temperatura è leggermente più alta, di circa 50 K (5826 K contro i 5777 K del Sole). Anche l'abbondanza di elementi più pesanti di idrogeno ed elio, in astronomia chiamata metallicità, è quasi la stessa del Sole, solo il 13% in più, così come è simile il suo periodo di rotazione, di quasi 25 giorni.

## Sistema planetario
Nel 2023 osservazioni della velocità radiale della stella hanno portato alla scoperta di due pianeti extrasolari: HIP 104045 c è il più vicino alla stella, orbita in 315 giorni a una distanza di poco inferiore a quella che separa la Terra dal Sole. La sua massa minima è 43 volte quella terrestre, o 0,136 quella gioviana, e si trova all'interno della zona abitabile ottimistica del sistema, compresa in questo caso da 0,79 a 1,86 UA dalla stella.
HIP 104045 b è più massiccio del pianeta più interno, anche se della sua massa è conosciuto solo il valore minimo, poiché non è nota l'inclinazione orbitale, ed è circa la metà di quella di Giove. Il periodo di rivoluzione di questo pianeta è di circa 6,3 anni e orbita a circa 3,5 UA dalla stella madre.
La scoperta di pianeti gioviani a distanze superiori a 3 UA (come HIP 104045 b) attorno a stelle simili al Sole è ritenuta di grande importanza nella ricerca di sistemi planetari simili al sistema solare. La presenza di Giove ha svolto un ruolo significativo sull'equilibrio dell'intero sistema solare, in particolar modo proteggendo la Terra e i pianeti interni dalle collisioni con comete e corpi minori, e lo stesso si pensa possano fare pianeti gioviani in altri sistemi, dove nella parte più interna potrebbero esistere pianeti rocciosi come la Terra. Tuttavia, il sistema di HIP 104045 è evidentemente diverso da quello di altre "gemelle del Sole", perché invece che un pianeta roccioso, come può essere anche una super Terra, a una distanza di poco meno di un UA orbita un gigante gassoso con una massa che è oltre il doppio di quella di Nettuno.
Sotto un prospetto del sistema planetario di HIP 104045.
| Pianeta | Tipo            | Massa    | Periodo orb.         | Sem. maggiore | Scoperta |
| ------- | --------------- | -------- | -------------------- | ------------- | -------- |
| c       | Gigante gassoso | 0,136 MJ | 315+378 −243 giorni  | 0,92 au       | 2023     |
| b       | Gigante gassoso | 0,498 MJ | 2315+378 −243 giorni | 3,46 au       | 2023     |